# Alaodima
Alaodima là một chi bọ cánh cứng trong họ 
Elateridae.
Chi này được Dolin miêu tả khoa học năm 1980.

## Các loài
Chi này có các loài:
- Alaodima grandis Dolin in Dolin, Panfilov, Ponomarenko & Pritykina, 1980